# Brandschutzzeichen

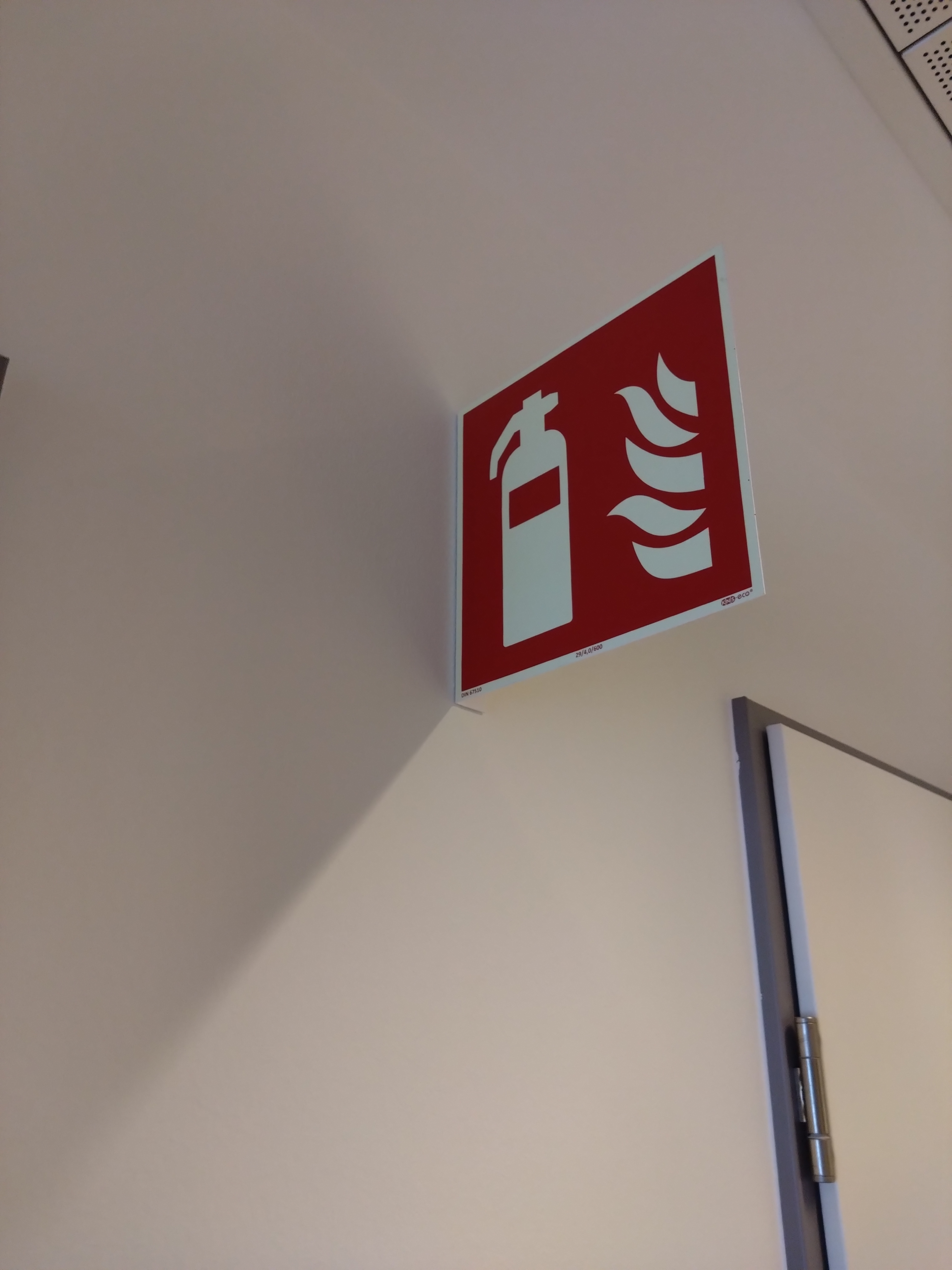
Ein Hinweisschild auf einen Feuerlöscher nach ISO 7010

Als Brandschutzzeichen werden Sicherheitszeichen bezeichnet, die auf Einrichtungen bzw. Geräte hinweisen, die für den Brandschutz von Wichtigkeit sind.

## Grundlagen
Die Piktogramme sind weiß und befinden sich auf einem rechteckigen Schild mit rotem Hintergrund (Rot/RAL 3001 Signalrot) und weißem Rand. Sie werden vor allem im gewerblichen Bereich und in der Unfallverhütung am Arbeitsplatz verwendet. Sie weisen hauptsächlich auf Brandmelder oder Brandbekämpfungsmittel hin. Es besteht dort auch die Möglichkeit, diese Schilder mit einem Richtungsschild zu kombinieren. Richtungsschilder alleine sind nicht zulässig.
Es gibt bestimmte Normen für die Zeichen. Jedes Schild wird von Experten begutachtet und auf Erkennbarkeit getestet.

## Gesetzliche Regelungen
In Deutschland sind Brandschutzzeichen in den Technischen Regeln für Arbeitsstätten (ASR) geregelt. Diese sind eine amtlich anerkannte Sammlung für technische Regeln und Richtlinien unter dem Rechtsrahmen des Arbeitsschutzgesetzes. Die ASR A1.3 mit dem Titel „Sicherheits- und Gesundheitskennzeichnung“ regelt die genauen Kennzeichnungspflichten für Arbeitsstätten.
Seit 2013 sind nach ASR die Brandschutzzeichen nach der internationalen Norm ISO 7010 verbindlich. Dies soll unter anderem in einem vereinheitlichten europäischen Arbeitsmarkt eine einheitliche Kennzeichnung gewährleisten und Verständnisprobleme vermeiden.
Die früher maßgeblichen Kennzeichnungsregelungen nach BGV A8 wurden durch die aktuellere ASR A1.3 abgelöst. Bestehende Beschilderung hat jedoch Bestandsschutz. DIN EN ISO 7010 definiert Kennbuchstaben für die verschiedenen Kategorien der Sicherheitskennzeichen:
- P = Verbotszeichen
- W = Warnzeichen
- M = Gebotszeichen
- E = Rettungszeichen
- F = Brandschutzzeichen

Durch den Kennbuchstabe sowie einer dreistelligen Ziffer lässt sich jedes genormte Sicherheitskennzeichen identifizieren.
Die ASR A1.3 definiert darüber hinaus Zusatzzeichen, die zusammen mit einem Sicherheitszeichen verwendet werden und ein Kombinationszeichen ergeben.

## Übersicht
| EN ISO 7010             | DIN 4844-2:2001                   | Richtlinie 92/58/EWG                | Kennzeichnungsverordnung            | The Health and Safety (Safety Signs and Signals) Regulations 1996 |
| ----------------------- | --------------------------------- | ----------------------------------- | ----------------------------------- | ----------------------------------------------------------------- |
| F001: Feuerlöscher      | D-F005: Feuerlöscher              | Hinweis auf ein Feuerlöschgerät     | Hinweis auf ein Feuerlöschgerät     | Fire extinguisher                                                 |
| F002: Wandhydrant       | D-F003: Wandhydrant Löschschlauch | Hinweis auf einen Feuerwehrschlauch | Hinweis auf einen Feuerwehrschlauch | Fire hose                                                         |
| F003: Feuerleiter       | D-F004: Leiter                    | Hinweis auf eine Leiter             | Hinweis auf eine Leiter             | Ladder                                                            |
| F006: Brandmeldetelefon | D-F006: Brandmeldetelefon         | Brandmeldungstelefon                | Brandmeldungstelefon                | Emergency fire telephone                                          |